# Case per indigenti
Il complesso di case per indigenti si trova in via del Franciabigio 15 a Firenze.
L'edificio sorge nella zona del Pignone, in un lotto prospiciente via Franciabigio. Si tratta di una strada secondaria praticata quasi esclusivamente dai residenti del quartiere, ma inserita tra via del Sansovino e via dell'Argin Grosso, due delle arterie maggiormente congestionate dalla circolazione motorizzata.
È proprietà della Fondazione comitato per le case ad uso degli indigenti di Firenze ONLUS.

## Storia

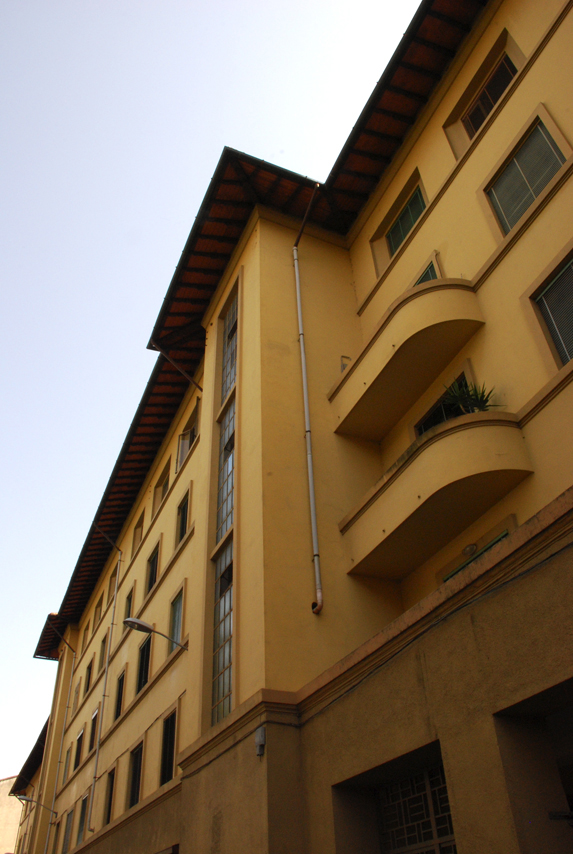
Case per indigenti. Dettaglio della facciata a nord: vano scale e balconi.

Il Comitato per le case ad uso degli indigenti di Firenze, fondato a Firenze nel 1885 con lo scopo di costruire alloggi popolari per i bisognosi che avevano perso i loro alloggi a seguito della ristrutturazione di parte del centro storico, era stato costituito con nuovo statuto nel 1914 per provvedere alla realizzazione di alloggi per famiglie munite di certificato di povertà. All'amministrazione pubblica era demandata la scelta delle aree dove attuare i programmi di edilizia economica destinata alle varie classi sociali, mediante un concorso fra le varie società cooperative allora attive; in particolare, nel caso del comitato degli indigenti, il comune di Firenze contribuì alla costruzione di nuovi alloggi cedendo gratuitamente a tale istituzione aree edificabili di proprietà comunale.
Tra il 1911 e il 1916 il comitato realizzò edifici in via Fra' Giovanni Angelico, via Villamagna e via Adriani continuando la sua attività tra il 1926 e il 1935 con gli interventi di via Circondaria, via del Gelsomino, via Campo d'Arrigo, via B. Dei, via del Paradiso e via Uguccione della Faggiola.
L'ultimo intervento è quello di via Franciabigio iniziato nel 1938 e completato prima dello scoppio della seconda guerra mondiale. Il comitato ne promosse la costruzione avvalendosi anche dei tecnici comunali per la redazione dei progetti e per la direzione dei lavori. Il 14 gennaio 1940, come si legge nella pagina di cronaca fiorentina de La Nazione, viene inaugurato alla memoria di Costanzo Ciano.

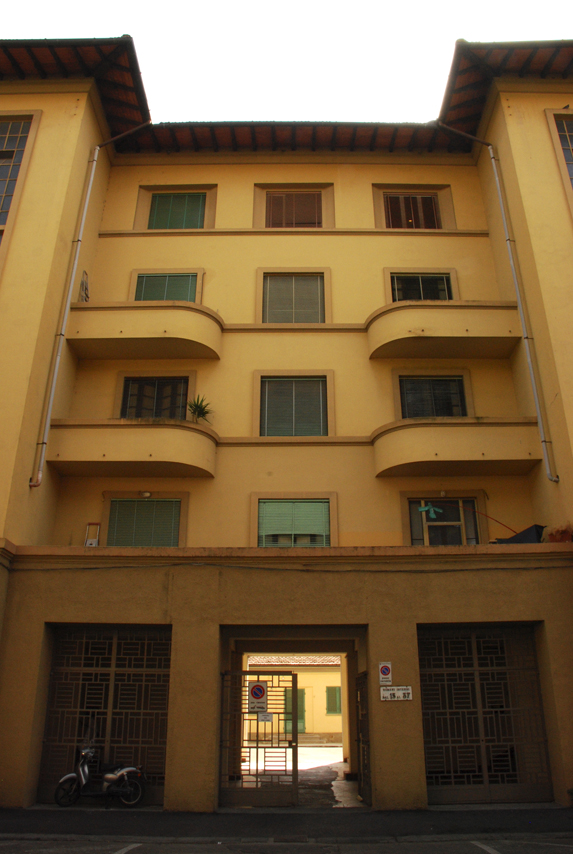
Case per indigenti. Facciata a nord (via Franciabigio).

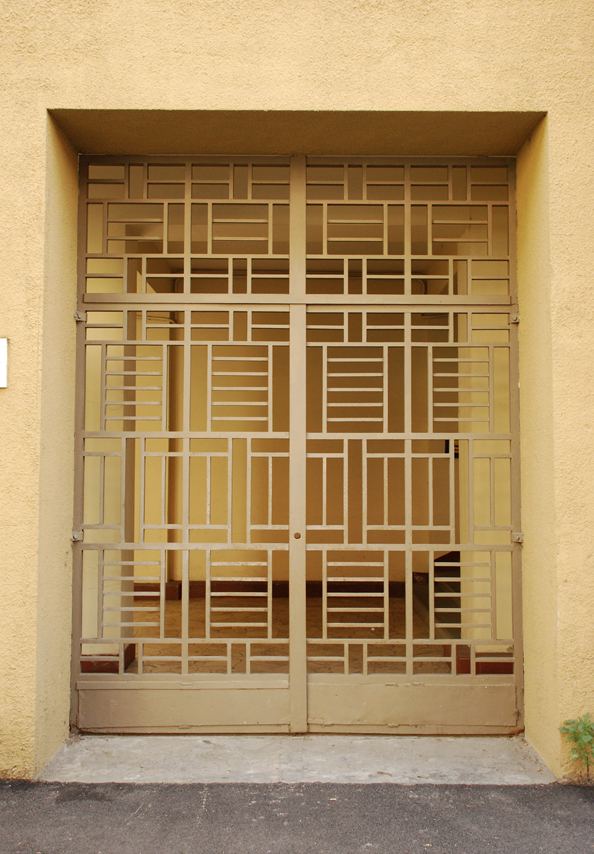
Case per indigenti. Facciata a nord: uno dei cancelli dell'ingresso centrale.

## Architettura
Il blocco è costituito da 103 appartamenti per un totale di 319 vani differenziati dimensionalmente e ripartiti in 13 alloggi di due vani, 67 di 3 vani e 23 di quattro vani, al fine di soddisfare le esigenze di nuclei familiari diversamente composti. La tecnica costruttiva è quella tipica dell'epoca impiegata per realizzare edilizia a carattere popolare: muratura portante ordinaria mista di pietrame e laterizio con solai in laterizio armato.
Si tratta di un corpo di fabbrica a prevalente sviluppo longitudinale concluso alle estremità da due brevi ali ortogonali, rivolte all'interno del lotto venendo a determinare planimetricamente una forma a "C" allungata. Nella corte retrostante si trovano tre edifici di ridotte dimensioni a un piano solo, quello in posizione centrale è attualmente adibito a luogo di ritrovo condominiale, quelli laterali in origine concepiti come lavatoi comuni vengono utilizzati come deposito dagli inquilini.
La parte centrale del blocco si sviluppa in altezza per cinque piani fuori terra, uno in più rispetto ai due corpi laterali ad "L" di quattro piani.
Il prospetto sulla strada presenta superfici intonacate di colore giallo paglierino e una fascia basamentale a tinta scura che contrassegna il piano terra. Le finestre allineate sulle fasce marcadavanzale hanno cornici differenziate cromaticamente. Il notevole sviluppo del fronte accentuato dai ricorsi orizzontali è interrotto dai corpi lievemente aggettanti dei vani scala, di cui due raggiungibili dall'ampio ingresso centrale e due dai due portoni laterali.
Il blocco centrale, che contiene l'androne di ingresso al piano terra, nei piani superiori è arretrato rispetto al filo strada formando al primo piano tre piccole terrazze contigue. Tale rientranza accoglie al secondo e al terzo piano quattro balconi in muratura con spigolo arrotondato.
L'impiego di tali elementi compositivi in facciata è un esempio isolato nel panorama delle realizzazioni del comitato degli indigenti tutte prive di ogni elemento decorativo, caratterizzate da una semplicità rigorosa che riflette l'evidente esigenza di contenere le spese di realizzazione.